# Phonogaster
Phonogaster is een geslacht van rechtvleugeligen uit de familie veldsprinkhanen (Acrididae). De wetenschappelijke naam van dit geslacht is voor het eerst geldig gepubliceerd in 1940 door Henry.

## Soorten
Het geslacht Phonogaster omvat de volgende soorten:
- Phonogaster cariniventris Henry, 1940
- Phonogaster longigeniculata Zheng, 1982